# 캄퐁스페우
캄퐁스페우(크메르어: កំពង់ស្ពឺ, Kampong Speu)는 캄보디아 중부 캄퐁스페우 주의 주도로 높이는 39m, 인구는 54,505명(2008년 기준)이다.